# Gornji Morinj
Gornji Morinj (en cyrillique monténégrin : Горњи Морињ) est un village du sud-ouest du Monténégro, dans la municipalité de Kotor.

## Démographie

### Évolution historique de la population
| 1948 | 1953 | 1961 | 1971 | 1981 | 1991 | 2003 |
| ---- | ---- | ---- | ---- | ---- | ---- | ---- |
| 168  | 169  | 136  | 92   | 64   | 45   | 16   |